# Croyances, coutumes et traditions pyrénéennes à Nestier

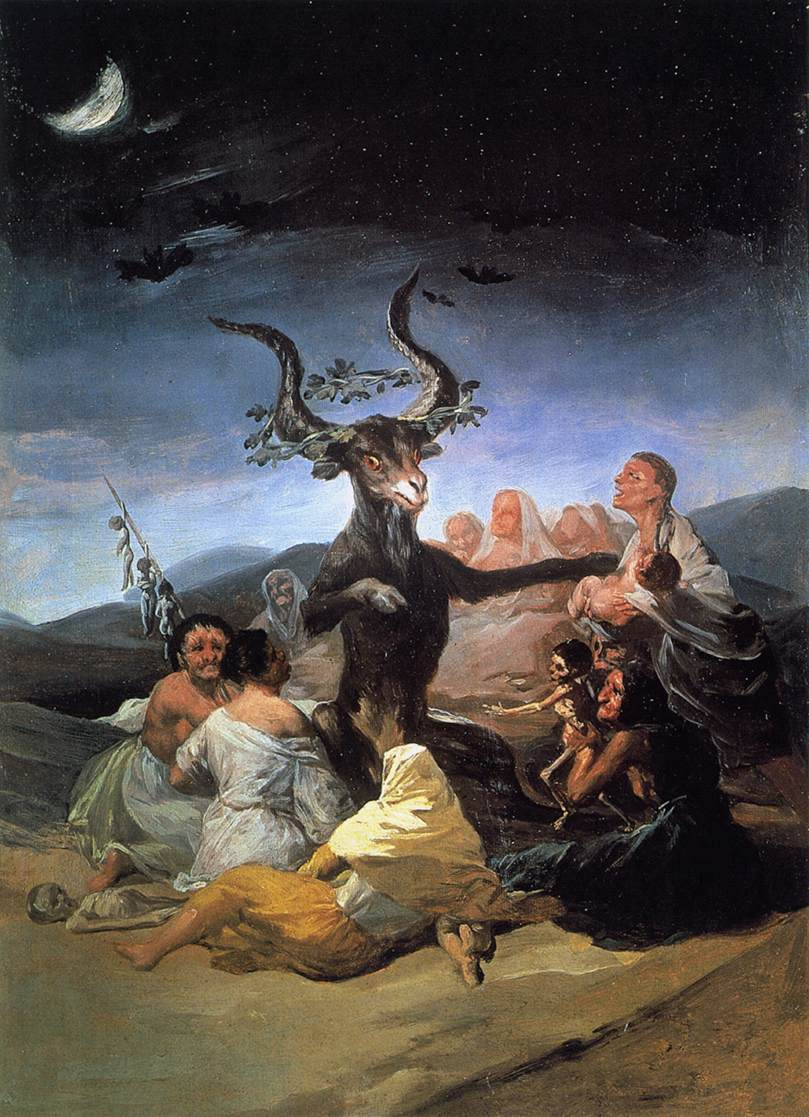
Le sabbat des sorcières (Francisco de Goya, 1797-1798).

Nestier est une commune française située dans l'est du département des Hautes-Pyrénées. Elle appartient au Pays des Nestes, en région administrative appelée Occitanie. Sa région historique est la Gascogne. Son pays historique administratif est le pays d'élection de Rivière-Verdun alors que son pays historique culturel est appelé "Le Nestès".
Sa sociologie est fortement imprégnée des traditions pyrénéennes. Les coutumes, les légendes et les croyances villageoises s'inscrivent tout naturellement dans la mythologie pyrénéenne et le panthéon pyrénéen.    

## Coutumes villageoises

### La lévite
La léviteapparaît dès la construction de la mairie en 1832. La halle abrite alors une redingote, ou lévite, symbole d'une bourgeoisie locale aisée et influente à l'image de la Société des laboureurs amis de la Constitution républicaine séante à Nestier qui adresse, par exemple, le 14 brumaire an II (4 novembre 1793), à la Convention nationale, un texte l'invitant à agir fermement à l'encontre des traîtres (les administrateurs du département) et des ennemis de la République (les Espagnols). Cette lévite est accrochée à un clou de manière ostentatoire, laissée à la disposition des villageois. Ceux-ci l'endossent à tour de rôle et se déplacent ainsi vêtus dans les rues du village, en particulier lorsqu'une personnalité extérieure arrive à Nestier. Il s'agit de montrer ainsi à l'étranger qu'il est accueilli dans une communauté respectable, consciente de son influence auprès des notables locaux, en particulier pendant ces quatre-vingts années du XIXe siècle relatives à l'Affaire du transfert du chef-lieu de canton de Nestier à Saint-Laurent-de-Neste. Cette tradition a laissé dans l'histoire locale un nom particulier donné aux villageois : Es Lévitaïres (« les porteurs de lévite »).

### Lecharivari

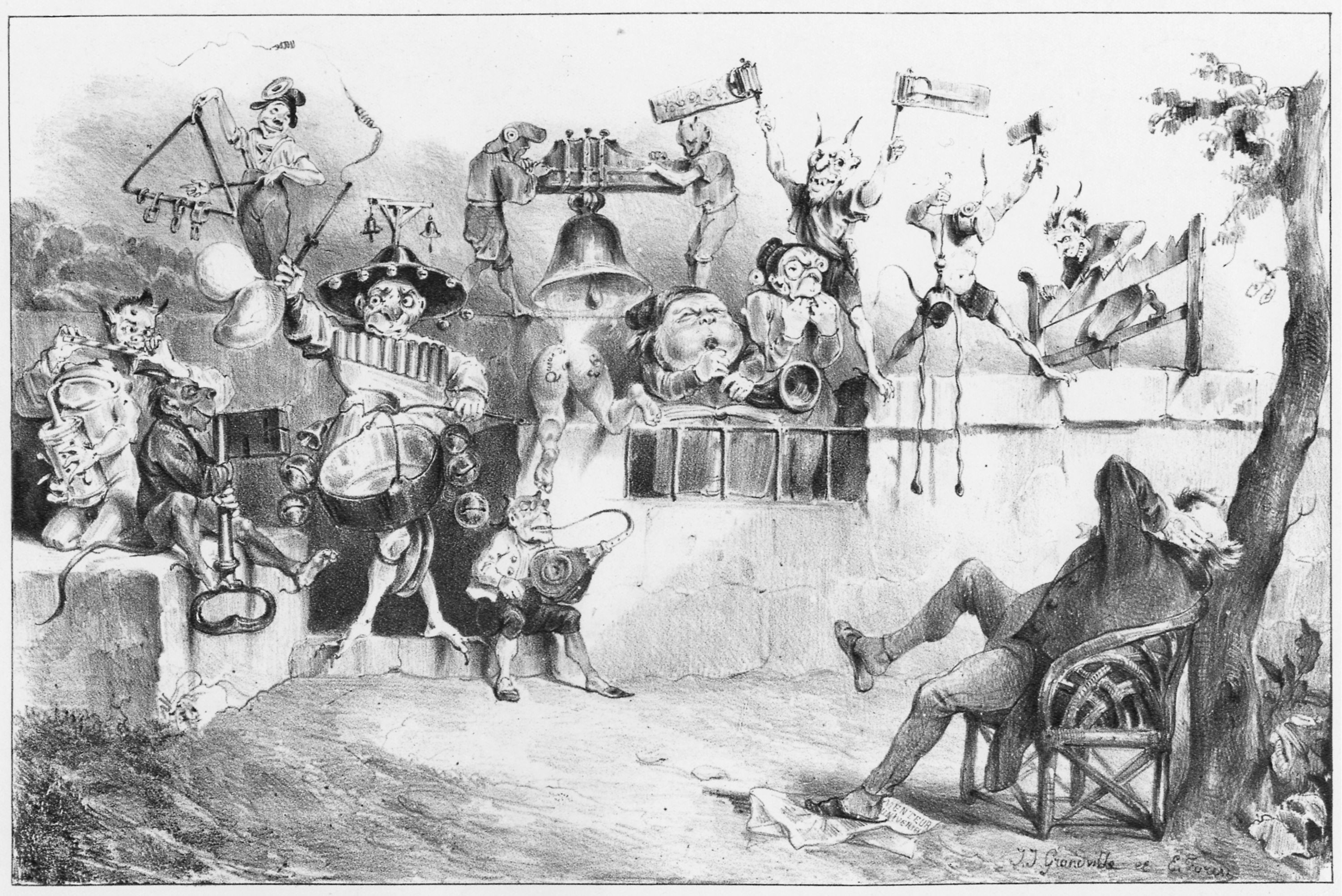
Charivari

Le charivari dont l'origine remonterait au XIVe siècle est une sérénade extrêmement bruyante et animée donnée par les jeunes du village avec des instruments hétéroclites à l'adresse des couples en instance de remariage (veufs ou veuves) ou mariages de « vieux » garçons ou « vieilles » filles. Les « réjouissances » débutent huit jours au moins avant la célébration religieuse, l'activité musicale ayant lieu de nuit, tout le village étant tenu ainsi en éveil. Les concerts cacophoniques prennent fin dès que les jeunes gens ont obtenu de la part des couples concernés les ingrédients nécessaires à une fête improvisée et spontanée : argent et/ou boissons. Quelques charivaris entrés dans la légende villageoise : Le charivari d'Anna de Verdale, Le charivari Castex, Un souvenir mal arrosé.

## Traditions populaires

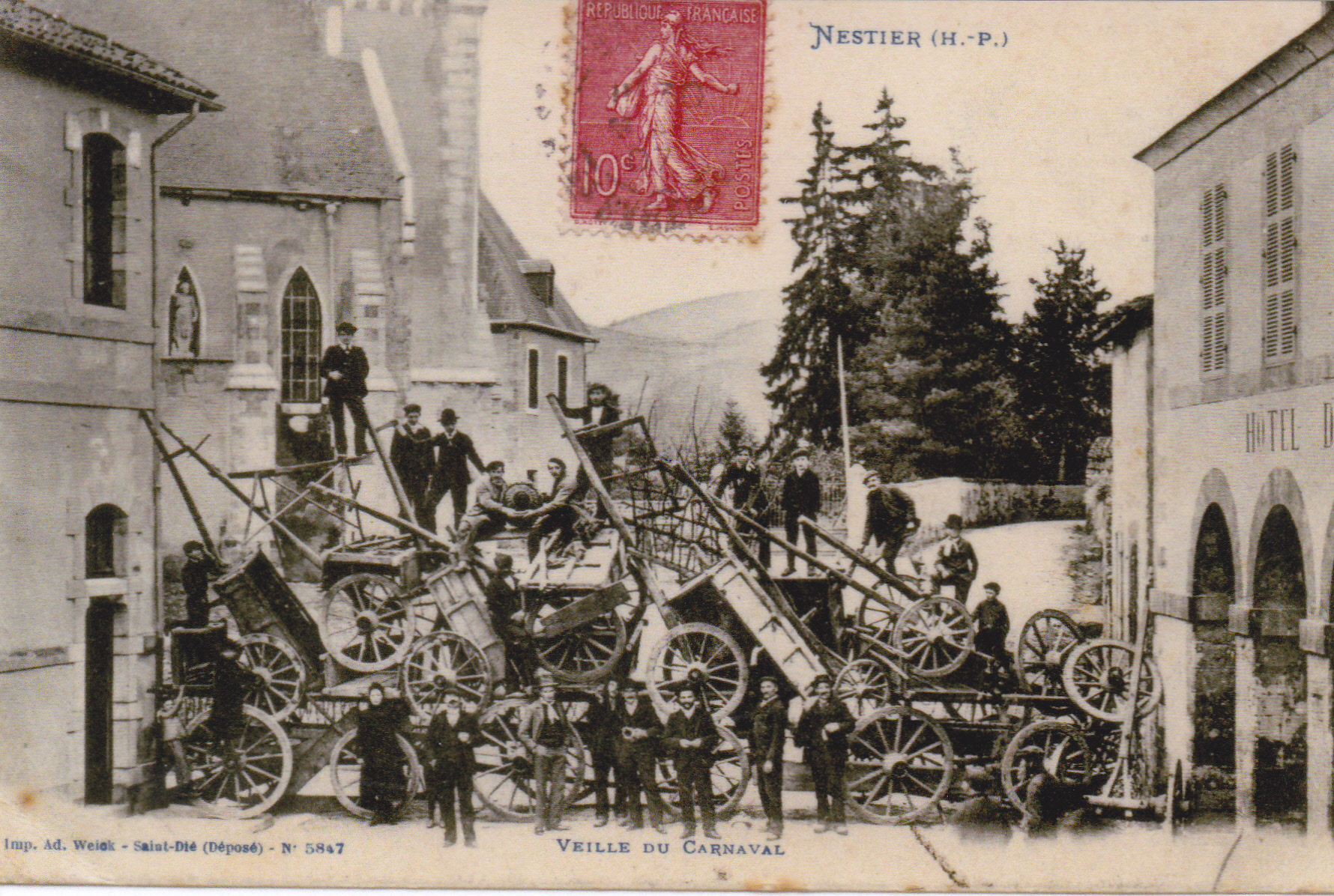
La barricade au début du XXe siècle.

### La Barricade
La barricade ,, aurait son origine dans cette période de la révolution de 1848 selon certains auteurs locaux. Elle se déroule tous les ans dans la nuit du samedi au dimanche précédant Carnaval, en des lieux caractéristiques du village, en particulier sur la Placette au cours des dernières décennies. Cette barricade consiste en un amoncellement d'engins, outils et accessoires agricoles récupérés de nuit dans les cours de fermes à l'insu des propriétaires. Sur la Placette, elle peut atteindre plusieurs mètres de haut, avoisinant la toiture des bâtiments qui la délimitent : l'École de Filles d'un côté et la mairie de l'autre, barrant ainsi la route départementale. La dernière édition date de 1969. Quelques anecdotes en marge de la Barricade : Nuit agitée pour Tite dé Cartéry, Chez Noguès, Le char de Barrège.

### Le jeu de quilles
Ce jeu à 6 ou 9 quilles,,a été pratiqué à Nestier jusqu'au début du XXe siècle. La dernière aire de jeu (ou « plantier ») connue était située dans la cour intérieure du café en so dé Clément, dans le quartier de l'Ormeau.

## Traditions pastorales

### L'espéroucade(oudespélouquéro)
encore appelée effeuillage ou dépouillement du maïs,.
Jusqu'au siècle dernier, avant l'apparition de machines agricoles automatisées, la récolte du maïs se faisait manuellement. Les épis ainsi ramassés s'amoncelaient dans un tombereau tiré dans le champ par une paire de vaches, l'attelage traditionnel pour ce genre d'activité. Le tombereau chargé était alors conduit devant la porte d'entrée ou sous une fenêtre de la maison d'habitation. La cargaison était aussitôt déposée à même le sol de la grande pièce de vie qui servait à la fois de cuisine et de salle à manger. Le soir venu, la séquence d'effeuillage pouvait alors commencer. Chaque épi se trouvait mis à nu, laissant apparaître les grains gonflés d'humidité. Quelques feuilles échappaient volontairement aux mains expertes pour réaliser la mise en cordes qui allait assurer un séchage rapide et efficace des épis ainsi rassemblés. En quelques minutes, le sol se trouvait jonché de fanes, faisant la joie des enfants qui trouvaient là un terrain de jeu improvisé. Cette activité automnale était l'occasion encore une fois de rassembler les propriétaires des lieux et les proches voisins pour partager ces moments si particuliers d'entraide et de convivialité au cours d'une veillée un peu plus animée que d'habitude.

### Labatère[15](ou le dépiquage à la ferme)

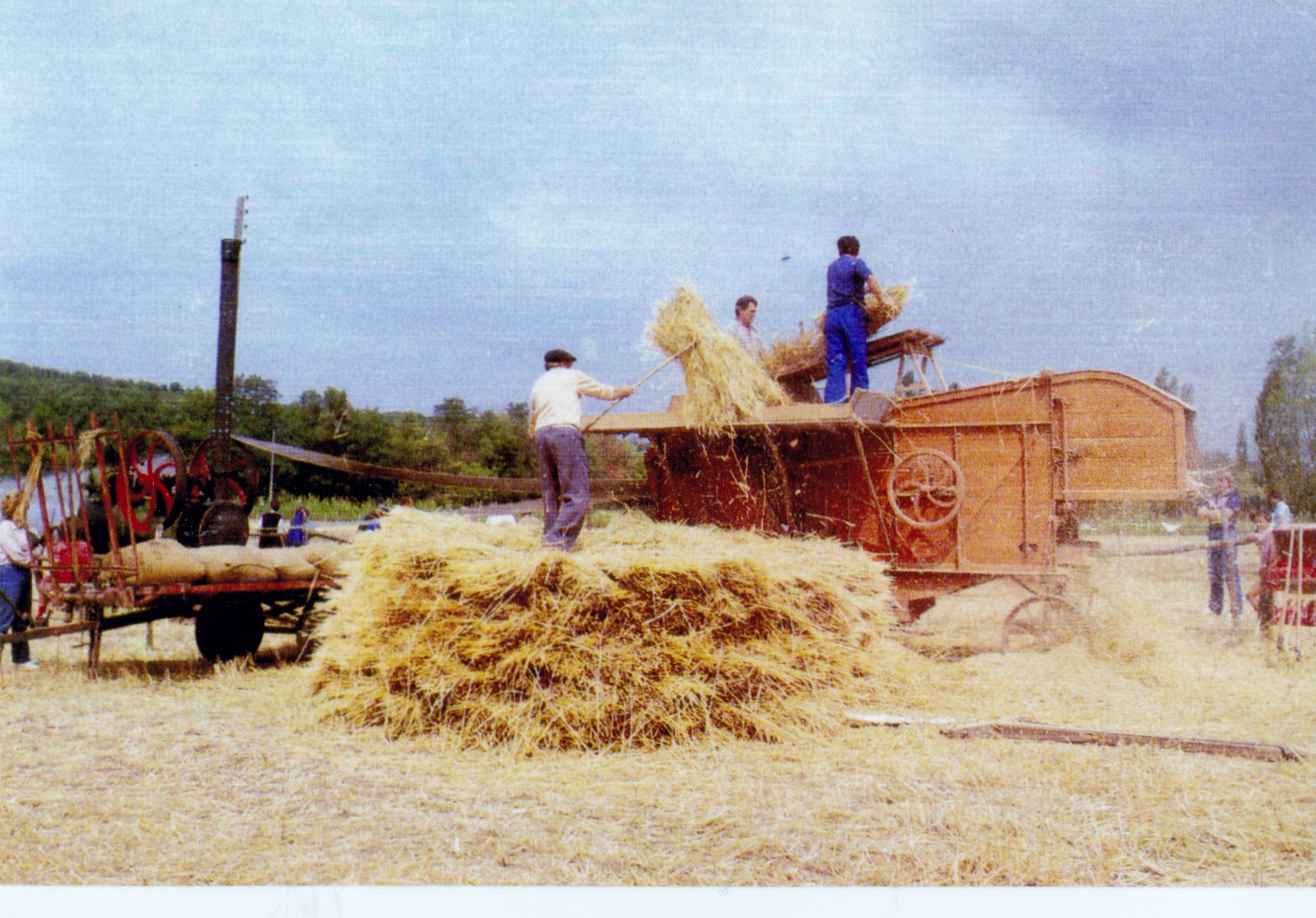
La « batère » ou le dépiquage à la ferme dans les années 1960

Succédant à la moisson, le dépiquage à la ferme était une activité agricole majeure marquée d'entraide et de solidarité paysannes, pratiquée de manière traditionnelle jusque dans les années 1960 avec les batteuses fixes, puis tractées et motorisées. Les premières utilisaient la force hydraulique d'un cours d'eau, à proximité d'un moulin, en l'occurrence le moulin d'Anères au bord de la Neste. Les batteuses tractées et motorisées leur ont succédé. Dans la période de l'Entre-deux-guerres, une batteuse de ce type, appartenant à Jean Bize de en so dé Peypoc, mise en œuvre successivement en des lieux stratégiques du village en fonction de la demande, réalisait à elle seule le dépiquage dans toutes les fermes. Cette activité majeure traditionnelle est parfaitement décrite dans l'article de M. Raymond Misson intitulé : Nestier (1934 - 1956) : le dépiquage à la ferme : la batère. Dans les années 1960, l'emploi des premières moissonneuses-batteuses automatisées, assurant simultanément et en très peu de temps la récolte et l'engrangement des céréales, provoquait la disparition du dépiquage à la ferme traditionnel.

### La fête du cochon[16]
Elle est encore appelée pélère, tuaille ou bien pèle-porc (lou pelo-porc en gascon) ou encore tue-cochon dans le langage local. Cet événement majeur dans la vie de la ferme a lieu en hiver pour une meilleure conservation des abats, au cours de deux ou trois journées parfaitement ordonnancées. Le premier jour, c'est la mise à mort de l'animal à laquelle participent les hommes, parmi lesquels le saigneur qui a un rôle essentiel dans la manipulation du couteau, arme fatale qui va trancher la carotide de la pauvre bête. Celle-ci, vidée de son sang qui servira à la confection du boudin, est ensuite lavée et rasée dans l'eau bouillante. L'éviscération qui suit permettra aux femmes, quelques heures plus tard en fin de matinée, d'aller laver les entrailles à la fontaine la plus proche. Le repas de midi réunira tous les acteurs pour un moment festif et joyeux qui prendra fin dans la soirée, avant la veillée traditionnelle au cours de laquelle sera cuisiné le boudin accompagné du plat de semoule farineuse appelé pastet en gascon. Les deux jours suivants, le dépeçage et le désossage de l'animal seront effectués par les hommes alors que les femmes élaboreront les produits de charcuterie : pâtés, jambons, saucisses et saucissons qui seront consommés tout au long de l'année.

## Fêtes religieuses

### LaSaint-Jean.
Jusqu'au début du XXe siècle, cette fête est célébrée le 24 juin. Elle honore le patron de la paroisse : Saint Jean-Baptiste. Elle est organisée autour de trois activités majeures que sont le feu, (halholo en gascon), les offices religieux et le bal populaire.
Le 23 juin au soir, le feu est allumé au sommet du Mont-Arès en un endroit appelé Cassé det hart (ou chêne de la hart), un lieu d'exécutions par pendaison sous l'Ancien Régime, éharter en gascon signifiant étrangler avec des liens d'osier. Une autre version plus crédible précise que le mot har (ou hart) désigne simplement le lieu où est allumé traditionnellement le feu de la Saint-Jean. De manière générale, tous les feux de réjouissances marquant des événements particuliers, à l'exemple de la naissance du Roi de Rome le 20 mars 1811,, sont allumés en ce lieu caractéristique. À partir des années 1860, dès la construction de la chapelle haute du Calvaire, les festivités autour du feu de la Saint-Jean se déroulent devant cet édifice dans lequel a lieu un premier office religieux accompagné de la bénédiction du bûcher à la nuit tombante. Une gasconnade croustillante appelée Un feu de la Saint-Jean avant l'heure est relatée par M. Marcel Campet dans ses témoignages.
Le lendemain 24 juin, la messe est célébrée dans l'église paroissiale. Peu après la construction de la mairie en 1830, le bal qui avait lieu jusque-là sur la butte du Castéra se déroule sous la halle communale en deux temps : en fin d'après-midi d'abord puis en soirée et tard dans la nuit ensuite. La Placette devient ainsi le point central des festivités avec ses cafés villageois (de trois à cinq selon les époques) et de nombreux stands de forains dressés pour l'occasion. Le bal est précédé dans l'après-midi de sérénades effectuées par les musiciens accompagnés des conscrits organisateurs de la fête, rythmées par des arrêts devant chaque maison, avec parfois une invitation à lever le verre de l'amitié autour de la table familiale. L'occasion aussi de goûter les fameux gâteaux de Saint-Jean, des galettes cuites au feu de bois dans les fours traditionnels que comptent la plupart des maisons de Nestier. À partir des années 1950, la fête locale est célébrée le deuxième week-end de juillet. Elle l'est encore aujourd'hui. Mais le feu et les aubades n'ont plus lieu. Les cafés ont fermé. Les stands de forains ont disparu.

### LaFête-Dieu
Jusque dans les années 1950, cette cérémonie religieuse parfaitement ordonnancée qu'est la Fête-Dieu,, appelée aussi Fête du Saint-Sacrement, a lieu au mois de juin dans les rues du village au cours de deux dimanches consécutifs. Elle est conduite par le prêtre présentant l'Eucharistie dans un ostensoir, abrité sous un dais porté par quatre paroissiens. Cette cérémonie se déroule en quatre étapes marquées chacune par un arrêt devant un reposoir situé sur une petite place ou carrefour de rues : le carrefour de l'Ormeau, le carrefour du Platane où était érigée autrefois la Croix de Figur, la Placette où se trouvait une croix de mission avant la construction de la mairie en 1832 et le quartier du Cap de la Bielle dans lequel se dresse une autre croix de mission datée de 1870.

### LesRogations
Les Rogations, sont une cérémonie religieuse qui a pour objet de demander à Dieu un climat favorable et une protection contre les calamités. Elle se concrétise par une bénédiction de la terre, des champs et des instruments de travail. À Nestier, les Rogations ont lieu chaque dimanche du mois de mai. La procession se dirige vers un des quatre quartiers champêtres, en périphérie, pour la bénédiction des champs et des prairies : le Cap de la Bielle pour les terres des Escarrères et de l'Espérou, le quartier de la Corne pour celles de la Rode, du Tuyaga, du Bignau et des Esplats, le quartier de la Hounte pour celles de la Lière, des Cazalères et du Capon, et le Bédicha pour celles du Camon, de l'Aubers et des Escassies (les lieux-dits sont précisés et nommés dans la carte des lieux-dits villageois). Comme la Fête-Dieu, cette cérémonie est parfaitement ordonnancée.

### LejubilédeSaint-Bertrand-de-Comminges
Ce jubilé est une cérémonie religieuse qui a lieu tous les sept ans et qui se déroule pendant trois jours, en l'honneur de Saint-Bertrand. Avant l'emploi généralisé de l'automobile, les villageois endimanchés se déplacent vers le bourg dans un char fleuri tiré par des vaches. Ils profitent de ces moments particuliers, sur une quinzaine de kilomètres, pour répéter les cantiques qui seront chantés dans la cathédrale lors de la cérémonie et qui feront la réputation du groupe villageois : Es cantaïres dé Nestièr (« Les chanteurs de Nestier »).

### Lacrécelleouparabaste.
Jusque dans les années 1950, le clocher de l'église abritait une crécelle de taille impressionnante. Cet accessoire était destiné à remplacer les cloches pendant la semaine sainte. Ces dernières, en effet, restaient muettes pendant le Triduum pascal. Trois jours durant lesquels, selon la légende locale, elles se rendaient à Rome par la voie des airs pour une bénédiction papale. Pour annoncer les offices religieux, la sonnerie des cloches était donc remplacée par le bruit insolite de cette crécelle ou parabaste actionnée avec force par le carillonneur. Celui-ci n'était autre que le garde-champêtre communal qui cumulait également la fonction de tambourineur public. La prestation de trois jours terminée, le carillonneur entreprenait le tour des maisons pour obtenir l'aumône pascale traditionnelle, essentiellement des œufs ou quelques pourboires. Cette démarche portait un nom gascon : la ouéouade det campané (« la quête des œufs du carillonneur »). Ce personnage haut en couleur est parfaitement présenté dans l'article de M. Raymond Misson intitulé : Les gardes-champêtres, carillonneurs et fossoyeurs.

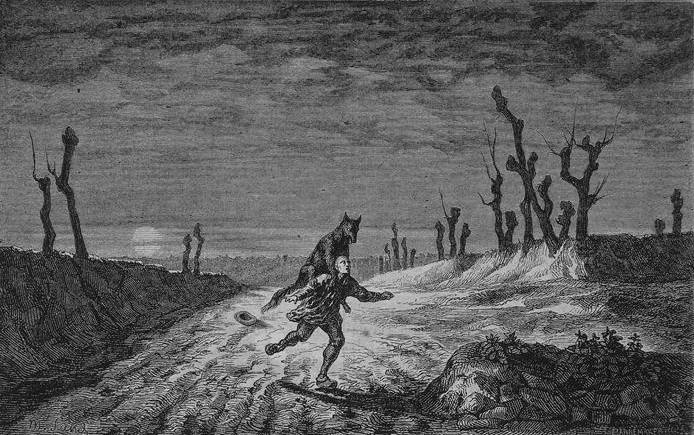
Loup-Garou (1857)

## Croyances locales
- Loup-garou
- Maison des sorcières
- Autel votif de St Barbe
- Apparition de la vierge du Nestès